# Пирамида Аллена Стэнфорда
Пирамида Аллена Стэнфорда — финансовая пирамида, которая была создана техасским банкиром и финансистом Алленом Стэнфордом. Деятельность финансовой пирамиды была организована по так называемой «схеме Понци». Это означало, что проценты по инвестициям выплачиваются за счет притока новых клиентов. В результате всей этой ситуации около 30 тысяч инвесторов из разных стран мира понесли убытки, а общая сумма аферы составила 9,2 миллиарда долларов. Ключевыми фигурами в организации финансовой пирамиды стали владелец и глава компании Stanford Financial Group Аллен Стэнфорд, директор по инвестициям Stanford Financial Group Лаура Пендергест-Хольт и бывший финансовый директор Stanford International Bank Джеймс Дэвис

## История
В 1993 году Аллен Стэнфорд возглавил Stanford Financial Group. К 2008 году в распоряжении компании были активы в размере 50 миллиардов долларов, а состояние Аллена Стэнфорда оценивалось в 2,2 миллиарда долларов. Он был 205 в рейтинге самых состоятельных людей США. Ситуация компании стала шаткой в 2008 году, когда из нее уволилось 2 финансовых аналитика. Они подали иски против компании, обвиняя Stanford Financial Group в мошенничестве. После того, как в 2008 году произошло обрушение пирамиды Бернарда Мэдоффа, группа создала специальный отчет, в котором уверяла клиентов, что его деятельность не имеет ничего общего с финансовой пирамидой.
В январе 2009 года финансовый аналитик Алекс Далмади сделал публикацию в венесуэльском журнале Veneconomy под названием «Утиные истории». В своей статье он сравнил деятельность компаний Мэдоффа и Стэнфорда. Он отметил, что обе эти компании пользуются хорошей репутацией, это позволяет им избегать частных проверок и они приносят стабильный доход своим клиентам. Но при этом, обе эти компании управляются узким кругом лиц. Далмади делал предположение, что компания Стэнфорда — мошенническая структура.
В феврале 2009 года была проведена проверка деятельности Stanford Financial Group комиссией по ценным бумагам и биржам США. По результатам этой проверки компания была обвинена в создании мошеннической инвестиционной схемы. Оказалось, что Стэнфорд и его коллеги занимались продажей депозитарных сертификатов и некоторых инвестиционных инструментов, обещая доходность в размере 10 % годовых. При этом не была проведена процедура страхования американским Федеральным бюро по страхованию депозитов. Тогда же оказалось, что еще 9 лет назад убытки компании Стэнфорда составляли 2-10 % годовых. Компания не проходила аудит в больших аудиторских фирмах.
Когда информация о ситуации с Stanford International Bank стала широко известна, клиенты начали забирать деньги с депозитов, но в США счета компании были уже заморожены. Местные филиалы банка Стэнфорда были национализированы в Венесуэле, Перу, Панаме, Колумбии.
Адвокаты Аллена Стэнфорда пытались доказать, что компания, которую создал их подзащитный, не является финансовой пирамидой, потому что она и сама осуществляла инвестиции, и в возникшей ситуации не действия Стэнфорда, а экономический кризис 2008 и 2009 года стал причиной такого состояния дел. Во время расследования не удалось обнаружить около 92 % финансовых средств, которые должны были быть в распоряжении банка Stanford International.
Джеймс Дэвис, второй по степени влияния человек в финансовой империи «Stanford Financial Group» решил пойти на сделку со следствием. Он заявил, что признает себя виновным в создании финансовой пирамиды, в результате чего пострадали 30 тысяч вкладчиков. Суд отказался выпустить Дэвиса под залог. Дэвис признал себя виновным в трех пунктах обвинения и рассказал, что бухгалтерская отчетность стала подделываться еще в 1990 году. Он признался, что они обманывали инвесторов, рассказывая им о высокой доходности депозитных сертификатов, которые они покупали. Вся эта схема реализовывалась через «Stanford International Bank». Доходность сертификатов они объясняли тем, что смогли создать уникальную стратегию инвестирования, которую якобы разработала группа, в состав которой вошли 20 лучших финансовых аналитиков США. Клиентам говорили, что их деньги инвестируются в особые «ликвидные финансовые инструменты». На самом деле Стэнфорд и другие люди из его финансовой империи покупали недвижимость и делали вложение средств в частные компании. Вместе с Алленом Стэнфордом и Джеймсом Дэвисом обвинения были выдвинуты против инвестиционного директора группы Лоры Пендергест-Холт.
Лора Пендергест-Холт, была готова признать свою вину в создании финансовой пирамиды, в обмен на то, что ей смягчат наказание.
До 2009 года, она занимала пост директора по инвестициям в Stanford Financial Group. Следствие показало, что Холт убеждала инвесторов и финансовых консультантов в том, что она руководит большим количеством международных финансовых менеджеров, которые несут ответственность за инвестиционный портфель банка, который насчитывает много миллиардов долларов. Позже выяснилось, что люди, работающие в компании, не отличаются высоким профессионализмом, их нанимают на работу в зависимости от степени знакомства с Холт. Многие сотрудники были ее родственниками и не имели никакой соответственной квалификации. Следствие также выяснило, что Холт вложила около 2 миллионов долларов средств Stanford Financial Group в хеджевый фонд. Этот фонд возглавлял ее муж.
В 2009 году Лора Пендергест-Холт получила обвинения в сговоре с Алленом Стэнфордом в том, что она планировала ввести инвесторов в заблуждение, и препятствовала правосудию.
Адвокаты Стэнфорда пытались переложить вину в случившемся на бывшего финансового директора Stanford International Bank Джеймса Дэвиса, с которым Стэнфорда связывала многолетняя дружба. Но Дэвис рассказал, как организовывался бизнес в банке, о выплате взяток регуляторам Антигуа и уходе от проверок в США. Дэвис рассказывал про случай, когда Стэнфорд отправил его в Лондон, чтобы оттуда из офиса страховой компании, которой на самом деле не существует, тот отправил факс одному из клиентов банка, тем самым заверив последнего в надежности его вклада.
Также были предъявлены обвинения представителю финансовых регулирующих органов Антигуа. В 2012 году Стэнфорд был приговорен к 110 годам тюрьмы.